# Ялжабет
Ялжабет (хорв. Jalžabet) — община с центром в одноимённом посёлке на севере Хорватии, в Вараждинской жупании. Население 1065 человека в самом посёлке и 3732 человек во всей общине (2001). Подавляющее большинство населения — хорваты (98,90 %). В состав общины кроме Ялжабета входят ещё 7 деревень. К северу от посёлка располагаются обширные сельскохозяйственные угодья равнинной Подравины, к югу — северные склоны восточной части Иваншчицы (Топличские горы).
Посёлок находится в 8 км к юго-востоку от Вараждина и в 8 километрах к западу от Лудбрега. Через посёлок проходит местная дорога D2088, соединяющая Лудбрег и автомагистраль A4. В 500 метрах от Ялжабета расположена одноимённая железнодорожная станция на линии Вараждин - Лудбрег - Копривница. В 3 км к северу от Ялжабета протекает Драва.
Ялжабет впервые упомянут в 1251 году. В 1334 году построена церковь Елизаветы Венгерской. Это единственная церковь Хорватии, освящённая в честь этой святой. В середине XVIII века построено новое здание церкви в стиле барокко.